# Peněžitý trest
Dle trestního zákoníku patří peněžitý trest do kategorie alternativních trestů. Je považován za efektivnější a levnější formu trestu a také za jednu z nejdůležitějších alternativ ke krátkodobému trestu odnětí svobody. Předpokladem pro jeho užití je, že se pachatel dopustil trestného činu majetkové povahy. Pachatelova motivace tedy musela být buď motivována snahou o neoprávněný majetkový prospěch, nebo se trestného činu musel dopustit negativním zacházením (například nešetrností nebo vandalismem) na cizím majetku. Problematický aspekt tohoto trestu představuje silná závislost na majetkových poměrech pachatele, která je velmi individuální. Dalším okruhem trestných činů, při jejichž postihu může být peněžitý trest uplatňován jsou trestné činy, ke kterým by pachatel potřeboval určité finanční prostředky. V těchto případech by se měla projevit jeho zábranná funkce, jehož citelná výměra by měla odčerpat peněžní prostředky potřebné k dalšímu páchání trestné činnosti.

## Podmínky uložení trestu
Soud může peněžitý trest uložit buďto samostatně, nebo jako další trest k jinému, a to jak fyzické tak právnické osobě. Samostatně může být trest uložen tehdy, kdy uložení dalšího trestu není třeba. Povahu a závažnost spáchaného trestného činu určí dle hledisek vyjmenovaných v ustanovení § 39 odst. 2 trestního zákoníku soud. Tato hlediska se následně uplatní a promítnou do počtu denních sazeb, jež mají charakterizovat trestný čin a okolnosti jeho spáchání. Peněžitý trest soud neukládá, je-li zřejmé, že by byl nedobytný, nebo pokud byl již uložen trest propadnutí majetku (§ 53 odst. 1 trestního zákoníku).
V listopadu 2024 schválila vláda ČR reformu trestního práva, podle které by měl být peněžitý trest možný za jakýkoliv trestný čin, avšak u závažných činů (například znásilnění) by jej nebylo možné uložit jako jediný trest. Změna teprve půjde ke schválení do Sněmovny.

## Výměra peněžitého trestu
Peněžitý trest se ukládá v denních sazbách a zaplacené částky peněžitého trestu připadají státu. Systém počtu denních sazeb je uplatněn tak, že čím závažnější bude shledána povaha a závažnost spáchaného trestného činu, tím bude vyšší jejich počet. Základní pravidla ukládání trestu jsou následující:
- Peněžitý trest se ukládá v denních sazbách a činí nejméně 20 a nejvíce 730 celých denních sazeb.
- Denní sazba činí nejméně 100 Kč a nejvíce 50 000 Kč, pro mladistvého nejméně 100 Kč a nejvíce 5 000 Kč.
- Celkový peněžitý trest je násobkem uloženého počtu denních sazeb a výše stanovené denní sazby.
- Počet denních sazeb soud určí s přihlédnutím k povaze a závažnosti spáchaného trestného činu.
- Výši jedné denní sazby peněžitého trestu stanoví soud s ohledem k osobním a majetkovým poměrům pachatele.
- Odsouzený může maximálně zaplatit 36 500 000 Kč.
- Soud v rozhodnutí uvede počet a výši denních sazeb.

Soud přitom vychází zpravidla z čistého příjmu, který pachatel má nebo by mohl mít průměrně za jeden den (příjmy pachatele, jeho majetek a výnosy z něj, jakož i jiné podklady pro určení výše denní sazby mohou být také stanoveny jen odhadem soudu). Nelze-li od pachatele podle jeho osobních a majetkových poměrů očekávat, že peněžitý trest ihned vykoná, může soud stanovit, že peněžitý trest bude vykonán v přiměřených měsíčních splátkách; přitom může určit, že výhoda splátek peněžitého trestu odpadá, jestliže pachatel nezaplatí dílčí splátku včas. Podle právní úpravy platné do 31. prosince 2009 bylo možno peněžitý trest uložit ve výměře 2 000 Kč až 5.000.000 Kč.

### Zajištění plnění trestu
Zároveň s uložením peněžitého trestu soud uloží i náhradní trest odnětí svobody až na čtyři roky. Tento trest soud ukládá pro případ, že by pachatel peněžitý trest ve stanovené lhůtě nevykonal. Pokud odsouzený peněžitý trest nevykoná, může soud rozhodnout o jeho přeměně na trest obecně prospěšných prací nebo na trest domácího vězení. Jestliže odsouzený bude mařit i výkon přeměněného trestu domácího vězení nebo obecně prospěšných prací, rozhodne soud o výkonu trestu již dříve stanoveného náhradního trestu ve věznici.

### Zahlazení trestu
Pokud byl peněžitý trest uložen výlučně za nedbalostní trestný čin, tak ihned po zaplacení peněžitého trestu, či pokud bylo od výkonu trestu nebo jeho zbytku pravomocně upuštěno, se na odsouzeného hledí, jako by odsouzen nebyl, což znamená, že odsouzení nebude uváděno ve výpisu z rejstříku trestů. Jestliže ale šlo o odsouzení za úmyslný trestný čin, může odsouzený žádat o zahlazení nejdříve až za rok po zaplacení peněžitého trestu. V takovém případě je tedy nutná žádost, nejedná se o automatické zahlazení jako u nedbalostních trestných činů.

## Efektivita peněžitého trestu
Efektivitě peněžitého trestu se v poslední době věnoval například Jakub Drápal. Při posuzovaní efektivity se především klade důraz na to, aby byly zodpovězeny otázky týkající se výše denních sazeb a jsou-li skutečně stanoveny s přihlédnutím k majetkovým a osobním poměrům pachatele. Dále pak tomu, stanovuje-li se počet denních sazeb skutečně podle závažnosti spáchaného trestného činu. Jde tedy o to, zdali výměra peněžitého trestu skutečně probíhá spravedlivě a s přihlédnutím ke skutečným finančním možnostem pachatelů. V praxi se ukazuje, že majetkové poměry pachatelů byly udávány dobrovolně pouze jimi samotnými a to zpravidla v rámci běžného dotazování Policie ČR, nebo soudů. Doklady pro kontrolu správnosti nebyly vyžadovány. To už samo o sobě může vzbudit pochybnosti, zdali byly údaje poskytnuty dle skutečnosti a trest byl spravedlivě vyměřen.
Dle nedávného průzkumu uveřejněného v únoru 2016, který detailním způsobem zpracoval data o ukládaní peněžitého trestu v období let 2010 až 2013, údaje naznačují, že koncept denních pokut se v praxi (zatím) příliš neuchytil. Bohatším pachatelům jsou sice v absolutních číslech ukládány vyšší denní sazby než chudým, relativně jsou chudým ale ukládány výrazně vyšší denní sazby. Dle zmíněné analýzy může být důvodem, že (zatím) nebyla soudcům nabídnuta dostatečná závazná metodika, jak stanovovat peněžité tresty. Koncept je převzat ze zahraničí a jistým způsobem začleněn do právního řádu, což se zdá jako nedostačující. Zde by byl ještě další prostor pro hlubší integraci peněžitého trestu do českého právního systému.

## Využití prostředků získaných z peněžitých trestů
Použití zaplacených peněžitých trestů určuje Zákon o použití peněžních prostředků z majetkových trestních sankcí uložených v trestním řízení a o změně některých zákonů 59/2017 Sb.:
- Ministerstvo spravedlnosti České republiky zřizuje zvláštní účet, na němž se shromažďují prostředky ze všech zaplacených peněžitých trestů (§ 3 odst. 1)
- Soud, který zajišťuje výkon tohoto trestu, zašle získané prostředky neprodleně na tento účet (§ 4 odst. 1) s označením, o které trestní řízení se jedná (§ 3 odst. 3)
- Ze zvláštního účtu je možné poskytnout náhradu oprávněné osobě — oběti konkrétního trestného činu (§ 7 odst. 1 písm. a, § 2 odst. 3), pokud o to požádá do 60 dnů od právní moci rozsudku (§ 8). Jestliže ministerstvo majetkový nárok uspokojí, přecházejí nároky oprávněné osoby vůči pachateli na stát. Pokud oprávněná osoba mezitím přijala náhradu přímo od pachatele, musí tato osoba přeplatek vrátit ministerstvu (§ 11)
- 2 % ze zbylé částky po vyplacení náhrad oprávněným osobám převede ministerstvo 31. ledna následujícího roku souhrnně Probační a mediační službě pro poskytování pomoci obětem trestných činů. Zbytek tvoří příjem státního rozpočtu (§ 12).